# Bloom (álbum de Machine Gun Kelly)
Bloom es el tercer álbum de estudio del músico estadounidense Machine Gun Kelly. Fue lanzado el 12 de mayo de 2017 a través de Bad Boy Records e Interscope Records. El álbum fue precedido por el sencillo "Bad Things", una colaboración con Camila Cabello, que alcanzó el número cuatro en el Billboard Hot 100, el álbum presenta apariciones especiales del rapero Quavo y los cantantes Hailee Steinfeld, Ty Dolla $ign y James Arturo.

## Sencillos
El 14 de octubre de 2016, "Bad Things", con un dúo con la cantante cubanoamericana Camila Cabello, fue lanzado como el sencillo principal de Bloom. La canción alcanzó el número 4 en los Estados Unidos y el número 16 en el Reino Unido.
El segundo sencillo del álbum, "At My Best", con la cantante estadounidense Hailee Steinfeld, fue lanzado el 17 de marzo de 2017. Llegó al número 60 en el Billboard Hot 100 de Estados Unidos.
Originalmente lanzado como sencillo promocional el 13 de abril de 2017,  "Trap Paris", con Quavo y Ty Dolla $ign, fue lanzado como el tercer sencillo para Bloom el 12 de mayo de 2017. Su video acompañante fue dirigido por Ben Griffin y debutó en su canal de Youtube el 7 de junio de 2017.
El cuarto sencillo del álbum, "Go for Broke", con el cantante británico James Arthur, fue nombrado como el tema oficial de WWE SummerSlam y enviado a la radio de los 40 principales el 27 de junio de 2017.
El quinto sencillo del álbum, "The Break Up", fue lanzado el 15 de diciembre de 2017. El video musical, dirigido por Jordan Wozy, fue lanzado el 14 de febrero de 2018.
"27", el sexto sencillo, fue lanzado el 21 de abril de 2018 (un día antes del cumpleaños número 28 de Kelly). Su video musical fue lanzado el mismo día.

## Lista de canciones
| N.º | Título                                   | Producer(s)     | Duración |  |
| 1.  | «The Gunner»                             | slimXX          | 3:38     |  |
| 2.  | «Wake + Bake»                            | H*Money         | 3:03     |  |
| 3.  | «Go for Broke» (con James Arthur)        | The Runners     | 3:30     |  |
| 4.  | «At My Best» (con Hailee Steinfeld)      | Happy Perez     | 3:19     |  |
| 5.  | «Kiss the Sky»                           | slimXX          | 3:07     |  |
| 6.  | «Golden God»                             | JP Did This 1   | 3:18     |  |
| 7.  | «Trap Paris» (con Quavo y Ty Dolla $ign) | Sonny Digital   | 3:23     |  |
| 8.  | «Moonwalkers» (con DubXX)                | Lil Rich        | 3:05     |  |
| 9.  | «Can't Walk»                             | H*Money         | 3:05     |  |
| 10. | «Bad Things» (con Camila Cabello)        | The Futuristics | 3:59     |  |
| 11. | «Rehab»                                  | H*Money         | 4:26     |  |
| 12. | «Let You Go»                             | Shatkin         | 3:05     |  |
| 13. | «27»                                     | slimXX          | 4:58     |  |

Bonus tracks
| Reissue bonus track |                |              |          |  |
| N.º                 | Título         | Producer(s)  | Duración |  |
| 14.                 | «The Break Up» | Music MajorX | 3:20     |  |
| 15.                 | «Habits»       | Ramibeatz    | 3:20     |  |

## Posicionamiento en lista
| Lista (2017)                            | Posiciones |
| --------------------------------------- | ---------- |
| Alemania (Media Control Charts)         | 43         |
| Australia (ARIA)                        | 37         |
| Austria (Ö3 Austria)                    | 36         |
| Bélgica (Ultratop flamenca)             | 77         |
| Bélgica (Ultratop valona)               | 176        |
| Canadá (Billboard Canadian Albums)      | 6          |
| República Checa (ČNS IFPI)              | 12         |
| Países Bajos (Album Top 100)            | 58         |
| Finlandia (Suomen Virallinen Lista)     | 37         |
| Francia (SNEP)                          | 151        |
| Irlanda (IRMA)                          | 52         |
| Nueva Zelanda (Recorded Music NZ)       | 26         |
| Noruega (VG-lista)                      | 29         |
| Escocia (Scottish Albums Chart)         | 35         |
| Suiza (Schweizer Hitparade)             | 28         |
| Reino Unido (UK Albums Chart)           | 37         |
| Estados Unidos (Billboard 200)          | 8          |
| Estados Unidos (Top R&B/Hip-Hop Albums) | 3          |